# Страны-хозяйки чемпионатов мира по футболу
Страны — хозяйки чемпионатов мира по футболу выбираются за несколько лет до начала того или иного мирового первенства на специальном совещании исполнительного комитета ФИФА. Путём тайного голосования выбирается страна-хозяйка чемпионата мира, которая и примет все матчи грядущего мундиаля.
После выбора футбольная ассоциация победившей страны и правительство дают гарантии постройки всех необходимых спортивных объектов: стадионов, гостиниц, аэропортов и т. д. Национальная сборная автоматически попадает в финальную часть и, таким образом, освобождается от матчей отборочного турнира (начиная с 1934 года).

## Список всех стран-хозяек
| Год  | Страна-хозяйка                                             | Часть света                              | Победитель                               |
| ---- | ---------------------------------------------------------- | ---------------------------------------- | ---------------------------------------- |
| 1930 | Уругвай                                                    | Южная Америка                            | Уругвай                                  |
| 1934 | Италия                                                     | Европа                                   | Италия                                   |
| 1938 | Франция                                                    | Европа                                   | Италия                                   |
| 1942 | Не проводился из-за Второй мировой войны                   | Не проводился из-за Второй мировой войны | Не проводился из-за Второй мировой войны |
| 1946 | Не проводился из-за Второй мировой войны                   | Не проводился из-за Второй мировой войны | Не проводился из-за Второй мировой войны |
| 1950 | Бразилия                                                   | Южная Америка                            | Уругвай                                  |
| 1954 | Швейцария                                                  | Европа                                   | Германия                                 |
| 1958 | Швеция                                                     | Европа                                   | Бразилия                                 |
| 1962 | Чили                                                       | Южная Америка                            | Бразилия                                 |
| 1966 | Англия                                                     | Европа                                   | Англия                                   |
| 1970 | Мексика                                                    | Северная Америка                         | Бразилия                                 |
| 1974 | Германия                                                   | Европа                                   | Германия                                 |
| 1978 | Аргентина                                                  | Южная Америка                            | Аргентина                                |
| 1982 | Испания                                                    | Европа                                   | Италия                                   |
| 1986 | Колумбия (отменён)                                         | Южная Америка                            | нет победителя                           |
| 1986 | Мексика (перевыбран)                                       | Северная Америка                         | Аргентина                                |
| 1990 | Италия                                                     | Европа                                   | Германия                                 |
| 1994 | США                                                        | Северная Америка                         | Бразилия                                 |
| 1998 | Франция                                                    | Европа                                   | Франция                                  |
| 2002 | Республика Корея/ Япония                                   | Азия                                     | Бразилия                                 |
| 2006 | Германия                                                   | Европа                                   | Италия                                   |
| 2010 | ЮАР                                                        | Африка                                   | Испания                                  |
| 2014 | Бразилия                                                   | Южная Америка                            | Германия                                 |
| 2018 | Россия                                                     | Европа/Азия                              | Франция                                  |
| 2022 | Катар                                                      | Азия                                     | Аргентина                                |
| 2026 | Канада/ Мексика/ США                                       | Северная Америка                         |                                          |
| 2030 | Испания/ Португалия/ Марокко/ Уругвай/ Парагвай/ Аргентина | Европа, Африка, Южная Америка            |                                          |
| 2034 | Саудовская Аравия                                          | Азия                                     |                                          |

## Чемпионат мира 1930[1]
Заявки:
- Венгрия
- Италия
- Нидерланды
- Испания
- Швеция
- Уругвай

Шесть стран подали заявки на проведение первого чемпионата мира ФИФА. Перед тем, как началось официальное голосование Конгресса ФИФА, все кандидатуры европейских стран неожиданно были сняты. Сначала отказались Нидерланды и Венгрия, затем Швеция отказалась в пользу Италии, а Италия и Испания отказались затем от своих заявок, оставив из кандидатов только Уругвай. 18 мая 1929 года в Барселоне Конгресс ФИФА объявил о единогласном присуждении Уругваю права на проведение первого чемпионата мира.
Итоги:
1. Уругвай
2. Италия отказалась в пользу Уругвая
3. Испания отказалась в пользу Уругвая
4. Швеция отказалась в пользу Италии
5. Нидерланды отказались от борьбы
6. Венгрия отказалась от борьбы

## Чемпионат мира 1934[2]
Заявки:
- Италия
- Швеция

До начала голосования отказалась от заявки Швеция, оставив только одного кандидата на Кубок мира - Италию. Решение о проведении второго чемпионата мира было подтверждено сначала в Стокгольме, а затем — в Цюрихе 14 мая 1932 года. Италия официально получила документы, подтверждающие её право на проведение турнира, 9 октября 1932 года.
Итоги:
1. Италия
2. Швеция отказалась от борьбы

## Чемпионат мира 1938[3]
Заявки:
- Аргентина
- Франция
- Германия

В этот раз отказавшихся от борьбы за третий чемпионат мира не было. На Конгрессе ФИФА, который проходил в Берлине 13 августа 1936 года, было принято решение отдать чемпионат мира 1938 года Франции, которая набрала более 50 % голосов. Германия же, несмотря на то, что Конгресс проходил в её столице, не получила ни одного голоса.
Итоги:
1. Франция, 19 голосов
2. Аргентина, 4 голоса
3. Германия, нет голосов

## Чемпионат мира 1942 (отменён)
Заявки:
- Аргентина
- Бразилия
- Германия

Заявки успели подать Бразилия и Германия, однако начавшаяся Вторая мировая война вынудила отложить, а затем и вовсе отменить выборы хозяев чемпионата мира. Решение так и не было принято, несмотря на последовавшее исключение Германии из ФИФА. С подачи КОНМЕБОЛ свою заявку была готова предложить Аргентина, а также провести турнир сразу в трёх странах Южной Америки (Аргентине, Бразилии и Уругвае). Чемпионат мира 1942 года отменён решением ФИФА 23 марта 1941 года.

## Чемпионат мира 1946 (отменён)
Заявки:
- нет

На момент окончания Второй мировой войны ФИФА уже не располагала достаточными финансовыми и кадровыми возможностями, чтобы успеть спланировать проведение турнира в срок. Кроме того, отмене турнира поспособствовали также обильные разрушения инфраструктуры в городах и странах мира, пострадавших от затянувшейся на долгие 6 лет войны.

## Чемпионат мира 1950[4]
Заявка:
- Бразилия

После окончания Второй мировой экономика всех стран Европы была в руинах, а единственной страной, способной принять четвёртый ЧМ, могла быть только Бразилия. Чемпионат мира было решено сначала провести в 1949 году, но затем его перенесли на 1950 год. Бразилии право на проведение чемпионата мира 1950 года официально было передано 26 июля 1946 года на Конгрессе ФИФА в городе Люксембурге, тогда же и было принято решение перенести ЧМ на 1950 год.

## Чемпионат мира 1954
Заявка:
- Швейцария

Ещё не все страны восстановили свою экономику и инфраструктуру после войны. Швейцария сохраняла нейтралитет и не понесла каких-либо ощутимых потерь в войне, что давало ей шансы на проведение пятого мирового турнира. Получила она право на пятый чемпионат мира 27 июля 1946 года, на следующий день после передачи прав на ЧМ-1950 Бразилии. В тот же день снова было принято решение перенести ЧМ с 1953 на 1954 год. Оппонентов у швейцарцев не было.

## Чемпионат мира 1958
Заявка:
- Швеция

В третий раз подряд за чемпионат мира, шестой по счёту, боролась только одна страна — на этот раз Швеция, которая также сохраняла нейтралитет в годы Второй мировой войны. В Рио-де-Жанейро 23 июня 1950 года Конгресс ФИФА официально передал право Швеции на проведение чемпионата мира.

## Чемпионат мира 1962
Заявки:
- Аргентина
- Чили
- ФРГ

Впервые после Второй мировой Германия, которую уже восстановили в правах члена ФИФА, подавала заявку на чемпионат мира, однако ещё до голосования отозвала свою заявку. В Лиссабоне 10 июня 1956 года было принято решение о передаче прав на седьмой чемпионат мира Чили. Чилийцы выиграли уже в первом раунде голосования, победив Аргентину. Впоследствии после Великого Чилийского землетрясения 1960 года ФИФА раздумывала лишить южноамериканскую страну чемпионата мира, но после уговоров президента Чили оставила своё решение 1956 года в силе.
Итоги
1. Чили, 32 голоса
2. Аргентина, 11 голосов
3. ФРГ отказалась от борьбы

## Чемпионат мира 1966
Заявки:
- Англия
- ФРГ
- Испания

Вторая попытка Западной Германии принять чемпионат мира (восьмой по счёту) оказалась безуспешной. Несмотря на снятие с дистанции Испании, в Риме 22 августа 1960 года большинство членов ФИФА поддержало Англию. На сегодняшний день это пока единственный чемпионат мира, проведённый на родине футбола.
Итоги:
1. Англия, 34 голоса
2. ФРГ, 27 голосов
3. Испания отказалась от борьбы

## Чемпионат мира 1970
Заявки:
- Аргентина
- Мексика

Конгресс ФИФА, прошедший в Токио 8 октября 1964 года, отдал предпочтение Мексике. С крупным перевесом мексиканцы взяли верх над Аргентиной и стали хозяевами девятого чемпионата мира.
Итоги:
1. Мексика, 56 голосов
2. Аргентина, 32 голоса

## Чемпионаты мира 1974, 1978 и 1982
Заявки на 1974:
- Германия
- Испания

Заявки на 1978:
- Аргентина
- Мексика

Заявки на 1982:
- Германия
- Испания

Впервые сразу три места проведения чемпионатов определялись в один день. Лондон стал местом проведения очередного Конгресса ФИФА. 6 июля 1966 года представители ФИФА выбрали места для проведения турниров. Германия выиграла у Испании право на проведение 10-го по счёту чемпионата мира, а затем, следуя правилам ФИФА при выборе стран-хозяев, отозвала заявку на 1982 год, автоматически отдав право Испании на двенадцатый чемпионат мира. Примеру Германии последовала Мексика и отозвала заявку на одиннадцатый чемпионат мира, уступив Аргентине.
Итоги:
1974:
1. Германия
2. Испания отказалась в пользу ЧМ-1982

1978:
1. Аргентина
2. Мексика отказалась от борьбы из-за ЧМ-1970

1982:
1. Испания
2. Германия отказалась в пользу ЧМ-1974

## Чемпионат мира 1986
Заявка:
- Колумбия

9 июня 1974 года в Стокгольме Исполком ФИФА (так теперь назывался Конгресс ФИФА) принял шокирующее решение отдать 13-й чемпионат мира Колумбии, у которой не было оппонентов.
Итог:
1. Колумбия, единогласно

Однако финансовые проблемы Колумбии заставили страну 5 ноября 1982 года обратиться в ФИФА с просьбой отменить своё решение (менее чем за 4 года до старта). ФИФА созвала снова совещание, получив заявки из трёх стран Северной Америки: Канады, США и Мексики.
- Канада
- Мексика
- США

В Цюрихе 20 мая 1983 года Исполком ФИФА второй раз в истории присудил мундиаль мексиканцам. Количество голосовавших было неизвестно, так как голосование было анонимным. Известно, что ни США, ни Канада голосов не получили.
Итоги:
1. Мексика, анонимно и единогласно
2. Канада и  США голосов не получили

## Чемпионат мира 1990
Заявки:
- ФРГ
- Австрия
- Югославия
- Франция
- Англия
- Греция
- Италия
- Иран
- СССР

Впервые в истории в борьбу за проведение 14-го чемпионата мира включились СССР и Иран. Англия и Греция снялись с дистанции ещё до голосования, которое прошло во второй раз в Цюрихе 19 мая 1984 года, а затем отказался и Иран, лишившись возможности побороться за первое проведение чемпионата мира в Азии. В финальном раунде голосования СССР неожиданно проиграл Италии со счётом 11:5. По мнению экспертов, решение ФИФА было продиктовано тем, что СССР ранее бойкотировал Олимпиаду в Лос-Анджелесе в ответ на бойкот западными странами Московской Олимпиады. Это была единственная заявка СССР на проведение чемпионата мира, вторую заявку на турнир подала уже Российская Федерация в 2009 году.
Итоги:
1. Италия, 11 голосов
2. СССР, 5 голосов
3. Иран отказался от борьбы
4. Англия отказалась от борьбы
5. Греция отказалась от борьбы

- ФРГ отказалась от борьбы
- Австрия отказалась от борьбы
- Югославия отказалась от борьбы
- Франция отказалась от борьбы

## Чемпионат мира 1994
Заявки:
- Бразилия
- Марокко
- США

На 15-й чемпионат мира сенсационно стала претендовать Африка, а её кандидатом стал Марокко. В Цюрихе в третий раз подряд прошло финальное голосование. Марокко опередил сильную Бразилию на 5 голосов, но уступил США. 4 июля 1988 года США получили право на чемпионат мира.
Итоги:
1. США, 10 голосов
2. Марокко, 7 голосов
3. Бразилия, 2 голоса

## Чемпионат мира 1998
Заявки:
- Франция
- Марокко
- Швейцария

Цюрих стал традиционным городом, где проводится совещание Исполкома ФИФА. 1 июля 1992 года там было принято решение о 16-м мундиале. За чемпионат мира снова боролся Марокко, в борьбу включились Швейцария и Франция. Последняя страна и выиграла право на проведение турнира. Известно, что Марокко и Швейцария на двоих получили 7 голосов, чего не хватило ни той, ни другой стороне для победы.
Итоги:
1. Франция, 12 голосов
2. Марокко и  Швейцария, 7 голосов суммарно

## Чемпионат мира 2002
Заявки:
- Республика Корея
- Япония
- Мексика

31 мая 1996 года в Цюрихе прошло традиционное голосование за место проведения чемпионата мира 2002 года, семнадцатого по счёту. Заявки Японии и Южной Кореи были неожиданно объединены, несмотря на напряжённые отношения между странами. Заявка взяла верх над мексиканской заявкой, которая вообще не получила голосов. Однако решение ФИФА не понравилось многим членам Исполкома, и 15 мая 2004 года президент ФИФА Йозеф Блаттер официально объявил, что чемпионат мира 2002 года - это первый и последний случай проведения турнира двумя странами, а совместные заявки двух и более стран на проведение одного турнира уже не будут рассматриваться ФИФА.
Итоги:
1. Республика Корея/ Япония (совместная заявка, единогласно)
2. Мексика, голосов не получила

## Чемпионат мира 2006

#### Выборы
Заявки:
- Бразилия
- Англия
- Германия
- Марокко
- ЮАР

7 июля 2000 года Цюрих стал местом выборов хозяйки чемпионата мира 2006 года, 18-го по счёту. За турнир боролись 5 стран: Бразилия, Англия, Германия, Марокко и ЮАР. Бразилия снялась за 3 дня до голосования, а само голосование продлилось несколько туров. В финальном раунде Германия выиграла у ЮАР с перевесом в один голос, однако выборы оказались одними из самых скандальных (см. ниже).
| Страна-кандидат | Голоса | Голоса | Голоса |
| Страна-кандидат | 1      | 2      | 3      |
| --------------- | ------ | ------ | ------ |
| Германия        | 10     | 11     | 12     |
| ЮАР             | 6      | 11     | 11     |
| Англия          | 5      | 2      | 0      |
| Марокко         | 2      | 0      | 0      |
| Бразилия        | 0      | 0      | 0      |
| Итого           | 23     | 24     | 23     |

#### Скандалы
Перед выборами представитель Новой Зеландии в ФИФА, Чарльз Дэмпси, получил наставление из ОФК с рекомендацией голосовать за ЮАР. Посчитав это давлением, Дэмпси отказался от голосования. Если бы он поддержал ЮАР, то счёт был бы равным, а окончательное решение принимал бы Йозеф Блаттер, лично отдававший предпочтение ЮАР. Однако победила Германия, которая набрала 12 голосов против 11 голосов ЮАР. Также Дэмпси и ещё 7 человек получили письмо из немецкого журнала «Titanic» с угрозами в свой адрес в случае отказа голосовать за Германию. Данное решение вынудило ФИФА принять решение об отмене принципа ротации с 2018 года.

## Чемпионат мира 2010
Заявки:
- Египет
- Ливия/ Тунис
- Марокко
- ЮАР

19-й чемпионат мира наконец-то должен был пройти в Африке. Он был первым чемпионатом, отданным согласно принципу ротации континентов. Однако ещё до начала голосования сняли свою двойную заявку Ливия и Тунис, так как ФИФА запрещало совместные кандидатуры. В финальном раунде ЮАР победила со счётом 14:10, обогнав Марокко. Египет не получил голосов вообще. Утверждается, что Йозеф Блаттер перед выборами президента ФИФА, баллотируясь на этот пост, обещал отдать Южной Африке чемпионат мира, и 8 мая 2004 года решение о передаче чемпионата мира в ЮАР было принято снова в Цюрихе.
| ЮАР     | 14 |
| Марокко | 10 |
| Египет  | 0  |
| Итого   | 24 |

1. ЮАР, 14 голосов
2. Марокко, 10 голосов
3. Египет, нет голосов
4. Ливия и  Тунис отказались от борьбы после запрета двойных заявок

## Чемпионат мира 2014
Заявка:
- Бразилия

Продолжая следовать принципу ротации, 30 октября 2007 года 20-й чемпионат мира был отдан Бразилии, которая не проводила мундиали с 1950 года. Попытки Колумбии претендовать на чемпионат мира провалились, также отказано было совместной заявке Чили и Аргентины, а Венесуэла не была допущена к подаче заявки. Решение было принято путём тайного голосования.
Итоги:
1. Бразилия (анонимно)

## Чемпионат мира 2018

### 2018
Заявки:
- Бельгия/ Нидерланды
- Англия
- Испания/ Португалия
- Россия

21-й чемпионат мира должен был проводиться в Европе, начал применяться принцип ротации континентов (т. е. Африка и Южная Америка не могли бороться за первенство мира 2018). На проведение мундиаля претендовали Австралия, Англия, двойная заявка Бельгия-Нидерланды, Индонезия, двойная заявка Испания-Португалия, Катар, Китай, Мексика, Россия, США, Южная Корея и Япония, но Мексика, Китай и Индонезия впоследствии отозвали свои заявки, а за чемпионат мира стали бороться только европейские страны. Несмотря на то, что ФИФА не принимало двойные заявки, руководители Испании и Португалии с одной стороны и Бельгии и Нидерландов с другой не собирались принимать данное правило и подали свои заявки, которые ФИФА всё же одобрила.
Окончательное решение было принято 2 декабря 2010 года в Цюрихе. Сенсационно Россия взяла верх над своими конкурентами, набрав уже во втором туре 13 голосов. С учётом того, что двух членов Исполкома ФИФА дисквалифицировали за обвинения в подкупе, всего было 22 голосующих, и 13 голосов хватило для победы.

#### Голосование
| Страна-кандидат     | Голоса | Голоса |
| Страна-кандидат     | 1      | 2      |
| ------------------- | ------ | ------ |
| Россия              | 9      | 13     |
| Испания/ Португалия | 7      | 7      |
| Бельгия/ Нидерланды | 4      | 2      |
| Англия              | 2      | 0      |
| Итого               | 22     | 22     |

#### Скандалы
Предвыборная борьба оказалась одной из самых грязных в истории ФИФА. Основным конкурентом России была Англия, которая только в 2010 году сделала не менее трёх громких заявлений, критикующих как заявку России, так и саму страну. Сначала перед мундиалем в ЮАР глава заявки Англии лорд Дэвид Трисман заявил о том, что в обмен на помощь России (возможные договоры с арбитрами) в борьбе за Кубок мира 2010 Испания якобы обязывалась отказаться от борьбы за мировое первенство. Далее англичане жаловались по поводу оскорбительных баннеров на матче чемпионата России 2010, направленных в адрес игрока московского «Локомотива» Питера Одемвингие, а затем на главу оргкомитета России Алексея Сорокина за критику в адрес заявки британцев.
За несколько дней до голосования на телеканале Би-би-си вышла программа «Панорама», в которой было рассказано о массовых случаях коррупции в ФИФА и сомнительности в компетентности Исполкома ФИФА. Несмотря на эти меры и финальную презентацию, Англию вычеркнули уже в первом туре голосования: она получила только 2 голоса. Итоговое решение о присуждении России мундиаля вызвало массовое возмущение как в британской прессе, так и среди простых граждан Великобритании, но ФИФА отказалась пересматривать результаты голосования.

## Чемпионат мира 2022
Заявки:
- Австралия
- Япония
- Республика Корея
- Катар
- США

Выборы хозяев 22-го мундиаля для 2022 года прошли также 2 декабря 2010 года. Понадобилось целых 4 тура для выявления победителя. В упорной борьбе верх взял Катар, хозяин Кубка Азии 2004. В последнем туре голосования заявка арабской страны победила заявку США. ЧМ-2022 впервые пройдёт на Ближнем Востоке. На решение ФИФА в мире отреагировали также критично, указывая на строгие законы в стране и сомнительность проведения турнира в жаркое время года.
| Страна-кандидат  | Голоса | Голоса | Голоса | Голоса |
| Страна-кандидат  | 1      | 2      | 3      | 4      |
| ---------------- | ------ | ------ | ------ | ------ |
| Катар            | 11     | 10     | 11     | 14     |
| США              | 3      | 5      | 6      | 8      |
| Республика Корея | 4      | 5      | 5      | 0      |
| Япония           | 3      | 2      | 0      | 0      |
| Австралия        | 1      | 0      | 0      | 0      |
| Итого            | 22     | 22     | 22     |        |
| Итого            | 50     | 20     |        |        |

## Чемпионат мира 2026
Заявки:
- Канада/ Мексика/ США
- Марокко

Выборы хозяев 23-го мундиаля для 2026 года прошли 13 июня 2018 года в Москве.
| Страна-кандидат        | Первый тур |
| ---------------------- | ---------- |
| США / Канада / Мексика | 134        |
| Марокко                | 65         |
| Итого                  | 199        |

## Чемпионат мира 2030
Заявки:
- Уругвай/ Аргентина/ Парагвай
- Испания/ Португалия/ Марокко

Выборы хозяев 24-го мундиаля для 2030 года прошли в 4 октября 2023 года. В итоге заявки были объединены: большую часть матчей примут Испания, Португалия и Марокко и по одному матчу, включая финал, в Уругвае, Аргентине и Парагвае.
| Страна-кандидат                                                 | Первый тур |
| --------------------------------------------------------------- | ---------- |
| Испания / Португалия / Марокко / Уругвай / Аргентина / Парагвай | 37         |
| Воздержались                                                    | 0          |
| Итого                                                           | 37         |

## Чемпионат мира 2034
Заявки:
- Саудовская Аравия

Итоги:
1. Саудовская Аравия